# Moments (canción de Ayumi Hamasaki)
«Moments» es el sencillo n.º 32 de la cantante japonesa Ayumi Hamasaki, lanzado al mercado bajo el sello avex trax el 31 de marzo del año 2004.

## Detalles
Este sencillo fue el primero lanzado el año 2004. Fue el primero de la artista en ser lanzado en los nuevos formatos que Avex comenzó a probar con sus artistas: lanzando sencillos en dos formatos diferentes: el CD sencillo común y corriente y aparte otra edición con un bonus DVD que incluía el vídeo musical de la canción, y en algunas ocasiones otro material extra adicional. En el caso de Ayumi y este primer sencillo lanzado en formato CD+DVD, sólo incluyó el vídeo musical.
El sencillo también fue un gran éxito, permanecendo por dos semanas consecutivas en el primer lugar de las listas de Oricon, y también siendo el décimo noveno sencillo de Ayumi en llegar al primer lugar. También le valió una invitación para participar en popular programa de fin de año Kōhaku Uta Gasen.
Este fue la primera canción de Ayumi Hamasaki que contó con composiciones y arreglos de HIKARI, músico que después también trabajaría en varias canciones para la cantante al interior de su álbum "MY STORY", donde este sencillo también fue incluido. El tema se caracteriza por ser uno de sus únicos sencillos orientados al Pop/Rock.
En entrevistas Ayumi ha dicho que "Moments" realmente fue escrita por ella alrededor del año 2000, en el periodo de los lanzamientos de "vogue", "Far away" y "SEASONS", y hay registro de versiones anteriores a la que finalmente fue grabada el 2004 y convertida en sencillo. Una versión absolutamente distinta puede ser apreciada en el comercial de los productos VISÉE de KOSÉ Corporation. Cabe mencionar también que este comercial fue el último hecho por Ayumi para dicha empresa, ya que después la reemplazaron como rostro de los productos por la cantante Beni Arashiro.
También es el opening de videogame (no oficial) de Fullmetal Alchemist "Blue Bird Illusion"

## Canciones

### CD
1. «Moments» "Original Mix"
2. «Moments» "Acoustic Piano Version"
3. «Moments» "Flying humanoid Mix" Remezclado por CMJK
4. «Moments» "Original Mix -Instrumental-"

### DVD
1. «Moments» (videoclip)

- Datos: Q2296945